# Colonie (New York)
Colonie è un comune (town) degli Stati Uniti d'America situato nella contea di Albany nello Stato di New York.
Nel comune vi è il sito di Watervliet Shaker Historic District, primo insediamento della comunità protestante degli Shakers. Vi è anche la tomba della fondatrice degli stessi, Madre Ann Lee.

## Infrastrutture e trasporti
Qui ha sede l'Aeroporto Internazionale di Albany.

## Località
- Colonie - village
- Menands - village